# تآثر

التآثر هو أحد أنواع الفعل الذي يحدث بين جسمين أو أكثر يملكان تأثيرا على بعضهما البعض. فكرة التأثير ثنائي الاتجاه تعتبر المبدأ الأساسي في التآثر، كمقابل للتأثير السببي. اجتماع عدة تآثرات بسيطة يمكن أن يقود لظاهرة الانبثاق المدهشة. يأخذ التآثر معان متعددة حسب فروع العلوم.

## تآثر فيزيائي
ابسط أنواع التآثر الذي نعرفه تآثر جسمين مشحونين بكهرباء، أحدهما سالب والأخر موجب، نلاحظ أنهما ينجذبان تحت التأثير الكهرومغناطيسي، وإذا كان الجسمان يحملان نفس نوع الشحنة الكهربائية فإنهما يتنافران .
كذلك من المعهود لدينا تنافر الأقطاب المغناطيسية المتماثلة وتجاذبها إذا كانت متضادة.
للتآثر بين الجسيمات الأولية دور أساسي في بناء الكون والعالم الملموس، ولا يخفى علينا مسألة الجاذبية التي شدت انتباه نيوتن، ويهتم بدراستها العلماء حتى يومنا هذا إلى جانب تآثرات أخرى شكلت الكون ولا تزال تشكله، وأدت إلى ظهور المادة الحية والحياة على الأرض وظهور الكائنات الحية حتي ظهور الإنسان.
فالعالم المحسوس هو عالم الجسيمات والتآثر بينها.